# Efferia lasciva
Efferia lasciva är en tvåvingeart som först beskrevs av Christian Rudolph Wilhelm Wiedemann 1828.  Efferia lasciva ingår i släktet Efferia och familjen rovflugor. Inga underarter finns listade i Catalogue of Life.